# Balanophyllia imperialis
Balanophyllia imperialis är en korallart som beskrevs av Kent 1871. Balanophyllia imperialis ingår i släktet Balanophyllia och familjen Dendrophylliidae. Inga underarter finns listade i Catalogue of Life.